# سونوكو إينوي
سونوكو إينوي (باليابانية: 井上苑子؛ بالكانا: いのうえ そのこ) هي مغنية مؤلفة يابانية، ولدت في 11 ديسمبر 1997 في غوانزو في الصين.

## وصلات خارجية
- الموقع الرسمي
- سونوكو إينوي على موقع IMDb (الإنجليزية)
- سونوكو إينوي على موقع ميوزك برينز (الإنجليزية)
- سونوكو إينوي على موقع أول ميوزيك (الإنجليزية)
- سونوكو إينوي على موقع ANN person (الإنجليزية)